# Pont-du-Casse
Pont-du-Casse – miejscowość i gmina we Francji, w regionie Nowa Akwitania, w departamencie Lot i Garonna.
Według danych na rok 1990 gminę zamieszkiwało 4479 osób, a gęstość zaludnienia wynosiła 235 osób/km² (wśród 2290 gmin Akwitanii Pont-du-Casse plasuje się na 89. miejscu pod względem liczby ludności, natomiast pod względem powierzchni na miejscu 569.).